# Museo Argentino de Ciencias Naturales Bernardino Rivadavia
Het Museo Argentino de Ciencias Naturales Bernardino Rivadavia is een museum in Buenos Aires in Argentinië. Het museum werd in 1812 geopend en richt zich op natuurlijke historie. In het museum worden onder meer diverse skeletten van dinosauriërs, zoogdieren uit het Pleistoceen en opgezette dieren tentoongesteld. Het museum is vernoemd naar Bernardino Rivadavia, de eerste president van Argentinië.

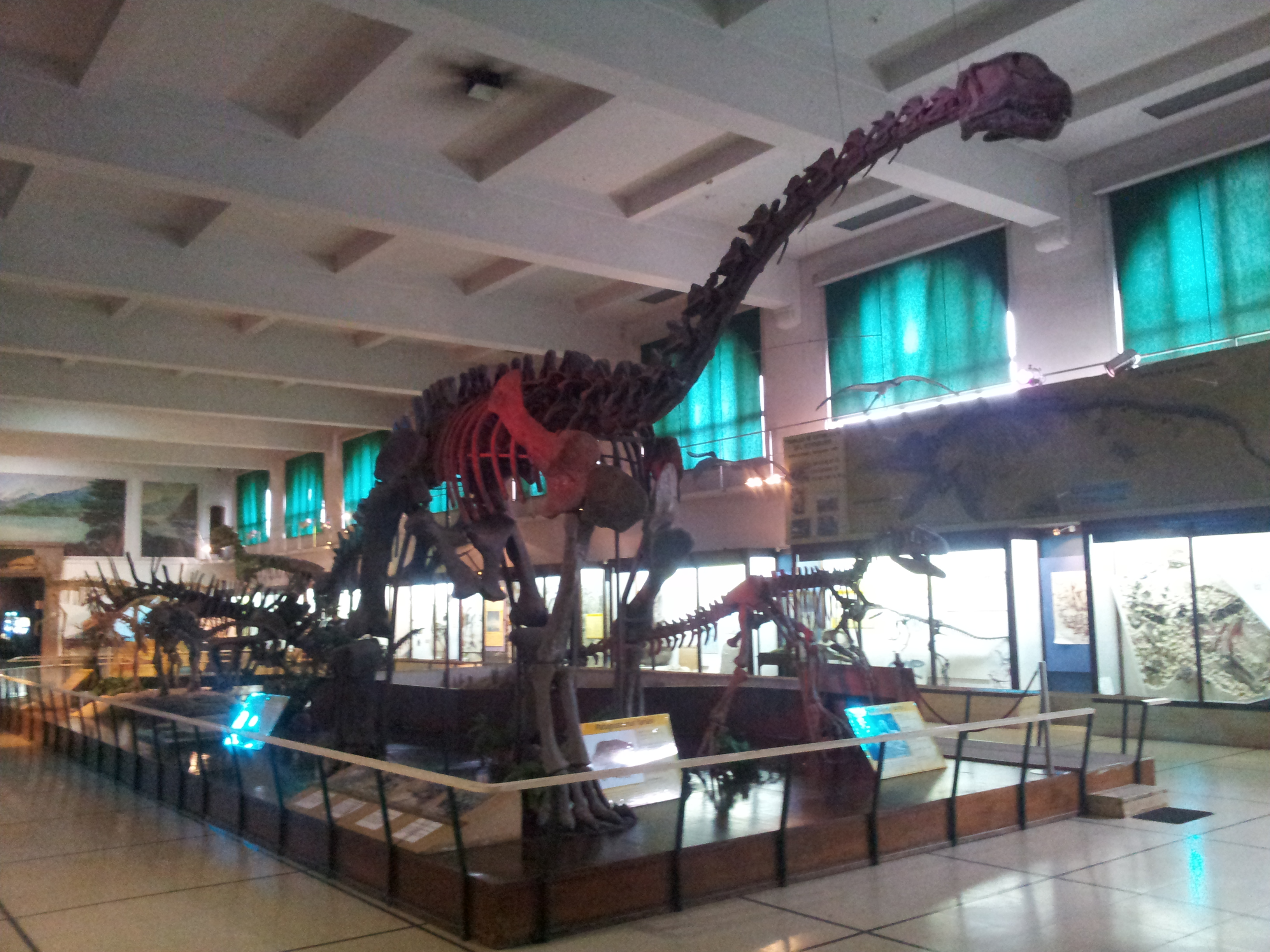
Patagosaurus in de Sala Paleontología
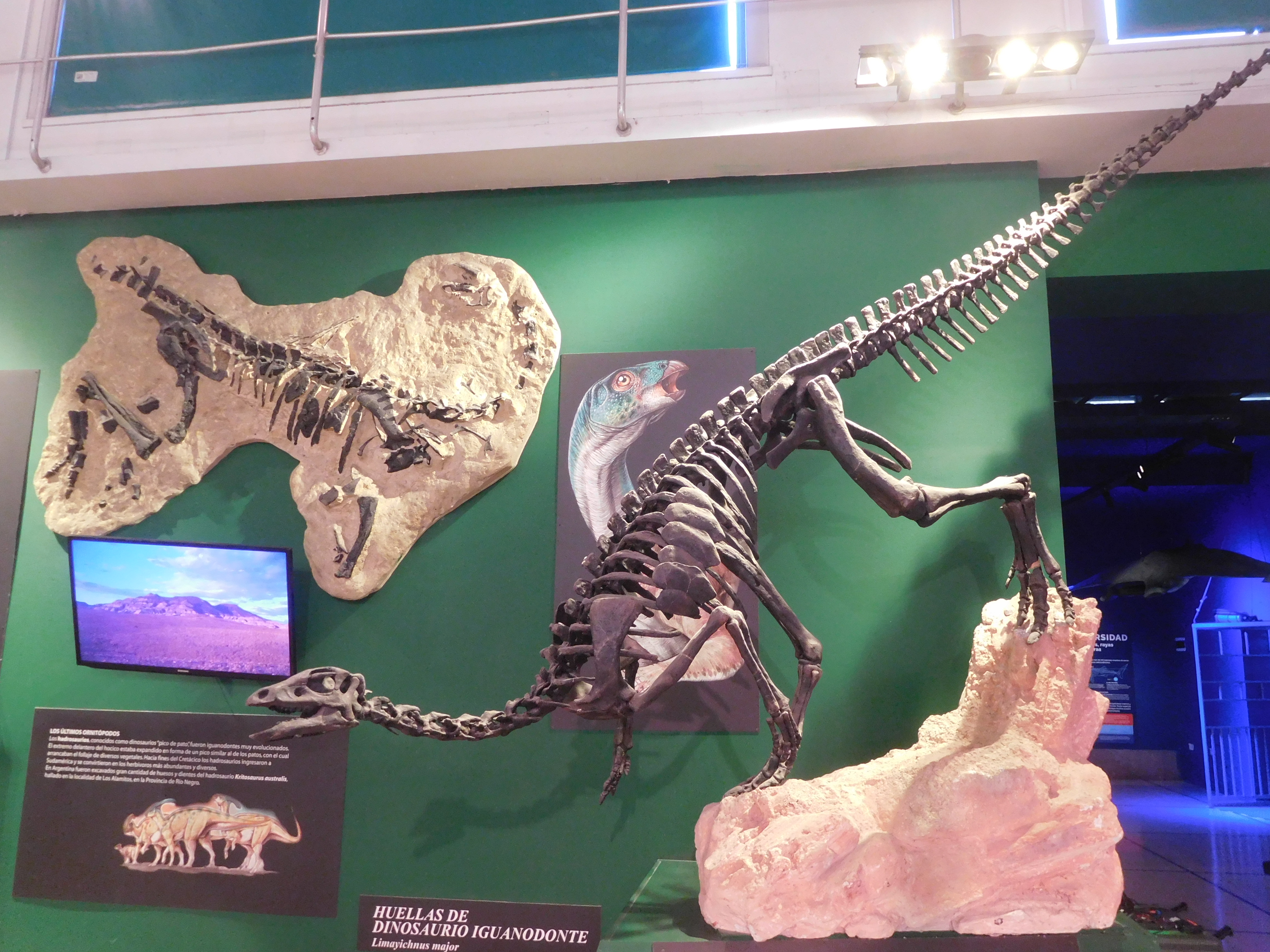
Talenkauen in de Sala Paleontología
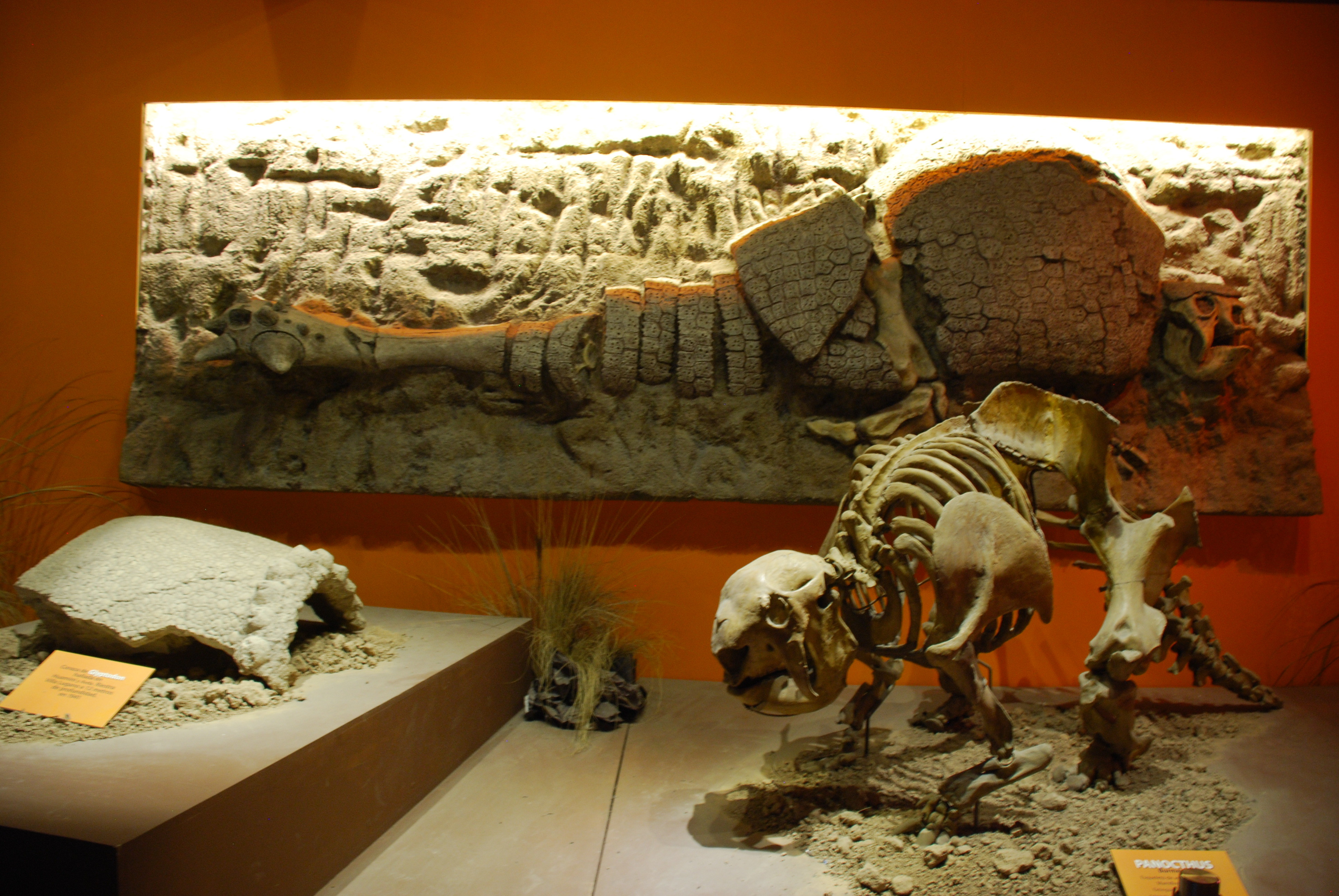
Glyptodonten in de Sala Cuartenario